# Kurt Gänzl

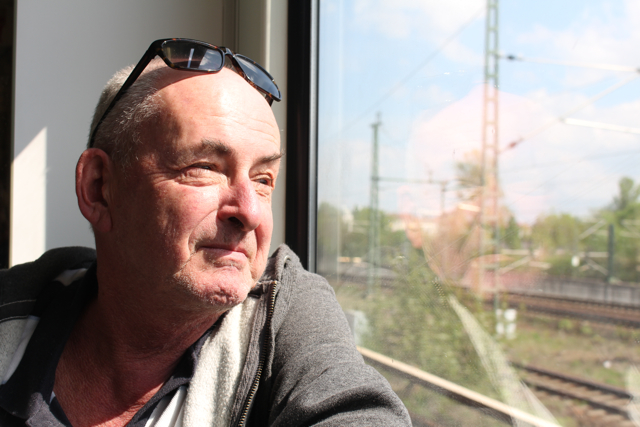
Kurt-Friedrich Gänzl (Berlin, 2014)

Kurt-Friedrich Gänzl, eigentlich Brian Roy Gallas, (* 15. Februar 1946 in Wellington, Neuseeland) ist ein neuseeländischer Publizist, Musikwissenschaftler, Casting Director und Sänger, der durch seine Veröffentlichungen über Musical und Operette bekannt wurde.
Gänzl alias Brian Roy Gallas hat österreichische Vorfahren. Nach seiner Karriere als Schauspieler und Sänger sowie einer Tätigkeit als Casting director bei West-End-Shows, wurde Gänzl einer der bekanntesten Autoren zur Geschichte des unterhaltenden Musiktheaters (Musical und Operette).
Gänzls Hauptwerk ist The Encyclopedia of the Musical Theatre, die 1994 erschien und 2001 in erweiterter Form neu aufgelegt wurde. Die Publikation erhielt 1995 die Dartmouth Medal und wurde 1997 von der American Library Association als „Outstanding Reference Source“ ausgezeichnet.

## Schriften
- 1986: The British Musical Theatre (2 vols.; Macmillan Press) ISBN 0-19-520509-X.
- 1988: Gänzl's Book of the Musical Theatre (mit Andrew Lamb; Bodley Head/Schirmer) ISBN 0-02-871941-7.
- 1989: The Blackwell Guide to the Musical Theatre on Record. Blackwell ISBN 0-631-16517-7.
- 1990: The Complete "Aspects of Love" (Aurum Press) ISBN 0-670-83192-1.
- 1994: The Encyclopedia of the Musical Theatre (Blackwell/Schirmer; 2 vols, expanded in 2001 to 3 vols.) ISBN 0-02-864970-2.
- 1995: Musicals: the Illustrated Story (Carlton) ISBN 0-7475-2381-9.
- 1995: (US edition of same): Song and Dance: The Complete Story of Stage Musicals (Smithmark Publishers) ISBN 0-8317-1890-0.
- 1995: Gänzl's Book of the Broadway Musical (Schirmer; Macmillan) ISBN 0-02-870832-6.
- 1997: The Musical: a Concise History (Boston: Northeastern University Press) ISBN 1-55553-311-6.
- 2002: Lydia Thompson: Queen of Burlesque (NY & London: Routledge) ISBN 0-415-93766-3.
- 2002: William B. Gill: From the Gold Fields to Broadway (Routledge) ISBN 0-415-93767-1.
- 2007: Emily Soldene: In Search of a Singer (Steele Roberts) ISBN 978-1-877338-72-4.